# Joaquín Fernández Gálvez
Joaquín Fernández Gálvez fue un capitán de Infantería, destinado en Melilla durante el golpe de Estado del general Franco del 18 de julio de 1936, que se mantuvo leal al Gobierno de la República, y por ello fue fusilado junto con el Capitán Virgilio Leret, y otros militares, el 23 de julio de 1936. Fue uno de los primeros oficiales del ejército español fusilados por las fuerzas rebeldes.

## Biografía
Joaquin Fernández Gálvez era hijo del Coronel de Infantería Joaquín Fernández López y de Carmen Gálvez Martín. Siguiendo la tradición familiar ingresó en la Academia de Infantería de Toledo, saliendo de la misma como Teniente del arma de Infantería y siendo destinado a África, donde participó, entre otras operaciones, en la batalla de Annual. En julio de 1926 contrajo matrimonio en Tetuán con Maruja Echevarría Jiménez-Ortoneda, hija del Jefe de Archivos del Comisario General, firmando como testigos, entre otros, los Generales Sanjurjo y Goded.

## Participación en laguerra del Rif.
Siendo Teniente de regulares don Joaquín Fernández Gálvez, que mandaba una compañía el 5 de julio de 1924,  sostuvo un violento combate con los rifeños en el paso del río Ibujaran. El teniente Fernández Gálvez pasó el río bajo el fuego enemigo y protegió eficazmente los flancos del grueso de las fuerzas.
Pero se vieron  acometidos por un numeroso grupo de rifeños que se hallaban emboscados. La sorpresa fue sangrienta y murieron en ella todos los oficiales que iban en la compañía menos el teniente Gálvez que, herido de gravedad, logró salvar la situación hasta la llegada de otras fuerzas. Por esta acción en la Orden General de la Comandancia de Tetuán de enero de 1926, se dispuso la apertura de juicio contradictorio para la concesión de la Laureada de San Fernando.
Asimismo, el diario ABC del 11 de abril de 1925 da cuenta de unas operaciones militares que tuvieron lugar en la zona de Tetuán, señalando que en las proximidades de la posición de Dar Xexera, una parte de la guarnición fue atacada por fuerzas rifeñas, interviniendo en la escaramuza el capitán López Bravo y el teniente Joaquín Fernández Gálvez, que lograron poner en fuga a los atacantes, sin sufrir bajas.

## Alzamiento militar en Melilla
La guarnición española que se encontraba en Marruecos era la de más numerosa del ejército español, dada la reciente guerra del Rif, por lo que los Generales sublevados contra la República decidieron empezar su operación en Melilla. El Comandante en Jefe de la Circunscripción Oriental, el General de Brigada Manuel Romerales Quintero, era leal al Gobierno, junto con otros oficiales, entre ellos el capitán Fernández Gálvez. El jefe de los insurrectos era el coronel Juan Seguí, que también era el jefe de Falange en el Marruecos español y que seguía instrucciones del General Mola. La sublevación estaba previsto que comenzase a las 5 de la mañana del 18 de julio. Sin  embargo, el Comandante de la plaza, General de Brigada Manuel Romerales, tuvo conocimiento el día 17 de las intenciones de los sublevados, y trató de anticiparse ordenando su detención. Esta actuación precipitó la rebelión, movilizando el Coronel Darío Gazapo a la legión extranjera, e irrumpiendo el Coronel Seguí en el despacho del General, pistola en mano, apuntándole directamente, lo que le impidió resistirse.
Esa misma tarde del 17 de julio de 1936, un grupo de tropas moras de Regulares apoyadas por una sección de infantería, se lanzaron al asalto, por sorpresa, de la base de hidroaviones de El Atalayón, próxima a Melilla.  El  capitán de Aviación D. Virgilio Leret Ruiz, jefe accidental de la Base, opuso fuerte resistencia, al frente de un pequeño grupo de oficiales, suboficiales y soldados, pero tuvieron que rendirse cuando se agotaron las municiones.
Los militares sublevados detuvieron a los oficiales que se mantuvieron leales a la República, y después de celebrar una reunión en el fuerte de Rostrogordo, acordaron su fusilamiento, sin juicio previo, según consta en el auto de nueve de julio de 2007 dictado por la Sala de lo Militar del Tribunal Supremo en el procedimiento de revisión. 
En la tarde del 23 de julio el capitán Joaquín Fernández Gálvez, del Regimiento de  Cazadores núm. 7,  fue fusilado  en la explanada del fuerte de Rostrogordo en Melilla en compañía del capitán Virgilio Leret Ruiz, dos de sus subordinados, los alféreces de Aviación Armando González Corral y Luis Calvo Calavia, y el capitán Luis Casado Escudero, de Infantería, entre otros.
El capitán Luis Casado Escudero,  fusilado junto a Joaquín Fernández Gálvez y Virgilio Leret, era natural de Pontevedra, superviviente de Igueriben en 1921, militar de ideas avanzadas, abogado, propuesto para la Cruz Laureada de San Fernando, concesión que fue rechazada porque los militares africanistas, profundamente resentidos por los sucesos de Annual, se la negaron, como al Regimiento de Cazadores de Alcántara.
El 29 de agosto del mismo año, en este caso tras un simulacro de Consejo de Guerra, fue también fusilado en el mismo fuerte de Rostrogordo, el General de Brigada Manuel Romerales.

## Fusilamiento sin proceso previo
Según el auto de nueve de julio de 2007 de la Sala Quinta del Tribunal Supremo, dictado en el proceso de revisión de la condena del Capitán Casado, dichos oficiales fueron fusilados sin proceso previo.  No hubo sentencia sino un "Acta" que  se limita a recoger por escrito la reunión, celebrada en Melilla el 23 de julio de 1936, en el despacho del Jefe de la Circunscripción Oriental, de catorce Jefes militares. En el Acta que acuerda el fusilamiento no se invoca ningún precepto del entonces vigente Código de Justicia militar, ni se cumple trámite procesal alguno, ni intervino el Ministerio Público, ni se contó con una mínima defensa, aunque fuese no letrada, ni tan siquiera consta que fuera oído el acusado por quienes se concertaron para suscribir el "Acta".
En consecuencia, el fusilamiento, dice el Alto Tribunal, constituyó  "un acto de fuerza de extrema violencia, enmarcado en unas actuaciones que ni tan siquiera pueden ser calificadas de simulacro judicial, y en las que en ningún momento se valoraron jurídicamente los hechos subsumiendo la conducta del ejecutado en algún tipo penal. No se siguió por los reunidos procedimiento judicial alguno, que pudiera servir de mínima cobertura a la ejecución que decidieron realizar por vía de hecho".